# Gabriele Beger
Gabriele Beger (* 24. April 1952 in Ost-Berlin; † 6. Mai 2024 in Hamburg) war eine deutsche Bibliothekarin und Juristin.

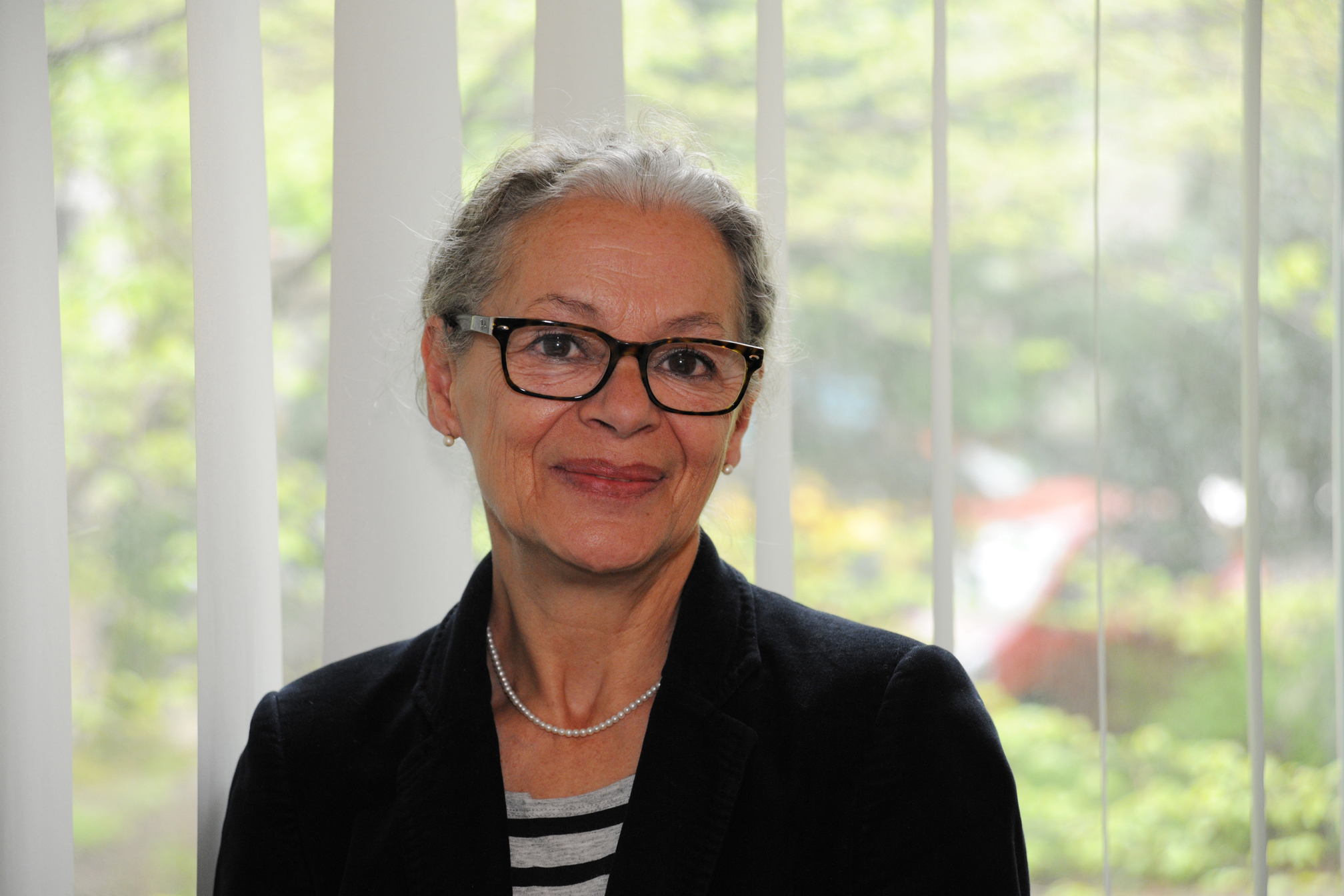
Gabriele Beger

## Leben
Nach ihrer Ausbildung zur Bibliotheksassistentin studierte Beger bis 1976 Bibliothekswesen an den Fachschulen Leipzig und Berlin. Nach einem Zweitstudium der Rechtswissenschaft von 1984 bis 1990 an der Humboldt-Universität zu Berlin promovierte sie 2002 dort an der Philosophischen Fakultät zum Thema Urheberrecht und elektronische Bibliotheksangebote – ein Interessenkonflikt zum Doctor Philosophiae.
Beger war seit 1971 an der Berliner Stadtbibliothek tätig, von 1992 bis 2005 als deren Direktorin. 1990 bis 1992 war sie daneben auch als Rechtsanwältin zugelassen. Von 2005 bis 2018 war sie Direktorin der Staats- und Universitätsbibliothek Hamburg. Beger lehrte seit 1996 an der Humboldt-Universität zu Berlin (Institut für Bibliotheks- und Informationswissenschaft) und als Honorarprofessorin am Fachbereich Informationswissenschaften der Fachhochschule Potsdam „Recht für Bibliothek Information und Dokumentation“. Seit 2007 lehrte sie auch an der Universität Hamburg, Fachbereich Informatik, Recht der Informationswirtschaft und Urheberrecht.
2008 wurde sie für ihr Engagement in zahlreichen Fachgesellschaften und Verbänden als erste Deutsche mit dem John-Jacob-Astor-Award der Checkpoint-Charlie-Stiftung ausgezeichnet. 2018 erhielt sie zudem das Bundesverdienstkreuz 1. Klasse.
Gabriele Beger ruht auf dem Friedhof Ohlsdorf in der Nähe von Kapelle 10.

## Ämter und Mitgliedschaften
- 2002 bis 2008 Präsidentin der Deutschen Gesellschaft für Informationswissenschaft und Informationspraxis (DGI)
- 2006 bis 2009: Vorsitzende des Deutschen Bibliotheksverbandes (dbv) und Vorstandsmitglied der Bundesvereinigung Bibliothek & Information Deutschland (BID)
- Vorsitzende des Fachausschusses Urheberrecht des Deutschen Kulturrats
- Vertreterin des Deutschen Bibliotheksverbandes in der Kommission Bibliothekstantieme der Kultusministerkonferenz
- Gemeinsame behördliche Datenschutzbeauftragte der Universität Hamburg, der Staats- und Universitätsbibliothek Hamburg sowie der HCU, HfMT, HFBK und TU Hamburg.